# Замок Медлінг
За́мок Ме́длінг (нім. Burg Mödling) стояв на скелястих горах над долиною однойменної річки. Донині збереглися лише руїни.

## Розташування
Нині місце розташування замку, приблизно за кілометр від східного краю Віденського лісу, належить до природного парку Ференберг. Скеляста долина річки Медлінг, що протікає за сотню метрів на північ, називається Клаузен (Klausen), тепер це район міста Медлінг. На захід від неї лежить район Фордербрюль (Vorderbrühl). Із замку і з навколишніх спостережних постів відкривався краєвид на місто Медлінг на сході, на долину річки та на найближчі гори на заході (Малий Аннінгер, де зараз розташований Храм гусарів). Але насамперед, важливим був краєвид на схід.

## Історія

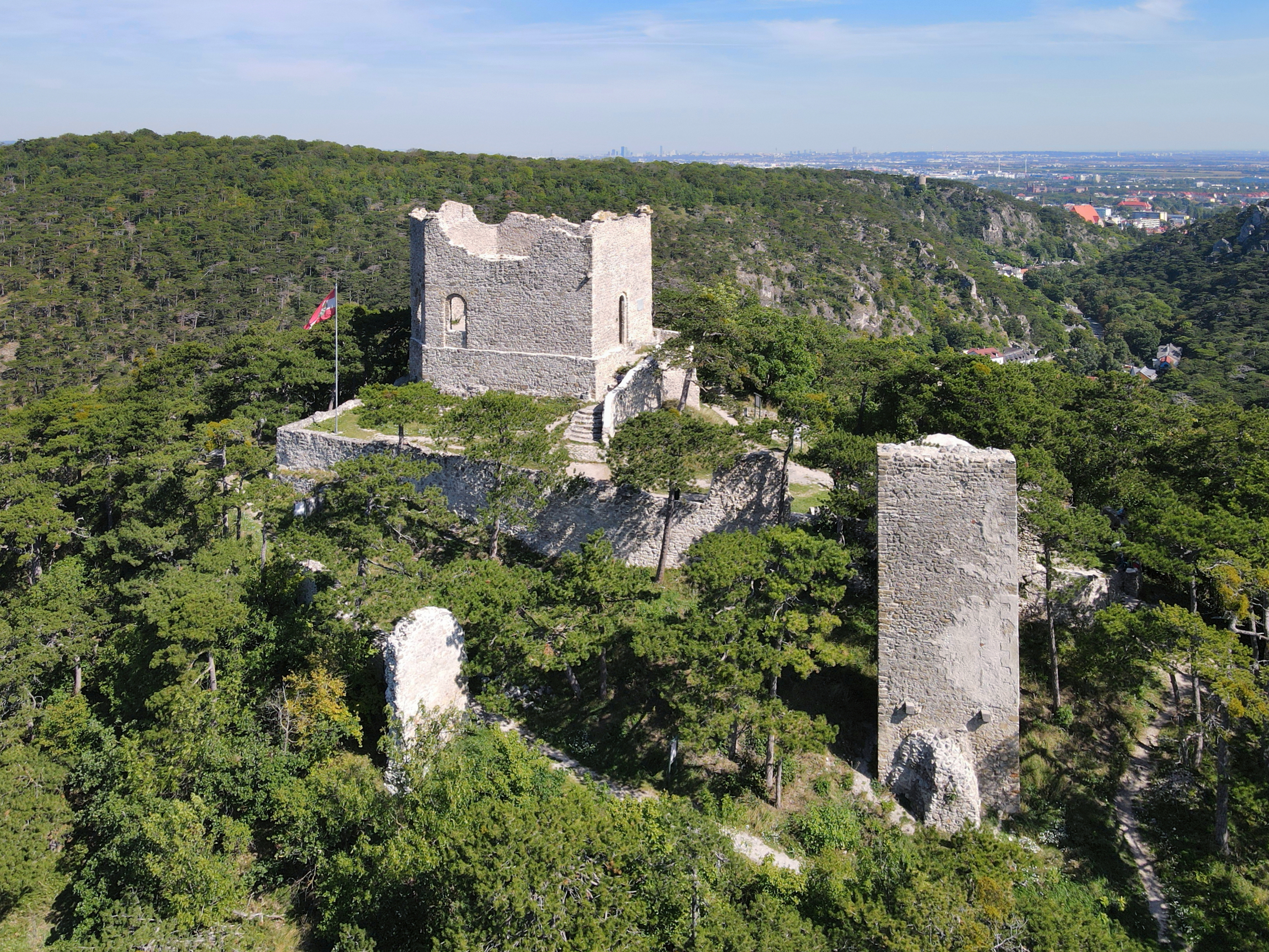
Вигляд із пташиного польоту на замок Медлінг

Взагалі, замок у Медлінгу вперше згадується 1002 року, але це була інша споруда, в районі нинішньої церкви Святого Отмара. Замок на горі біля долини будувався принаймні з 1148 року для Феодори Комніни, дружини Генріха II, як резиденція на випадок овдовіння. 1177 року Генріх II помер, його перший син Леопольд V став новим герцогом Австрії, а другий — Генріх Старший — отримав територію, що включає Медлінг, і переїхав до замку, що будувався. Генріх Старший також іменував себе герцогом Медлінга, хоча Медлінг ніколи не був герцогством. У XII столітті, згідно зі збереженими відомостями та результатами реконструкції, замок Медлінг був одним із найбільших у Австрії.
Найвідомішим гостем, за місцевим переказом, був Вальтер фон дер Фоґельвейде 1219 року, правда документальних доказів цього немає. Непрямим свідченням є згадка Генріха Старшого в пісні Вальтера «Drei-Fürsten-Preis», у якій той дякує за доброзичливий прийом при дворі. Щоправда, і це стосується двору Леопольда VI у Відні. Натомість Нейдхарт фон Роєнталь у своїй пісні «Sumer, dîner süezen weter» точно згадує своє перебування у замку Медлінг, де він проживав після втрати свого баварського лену близько 1230 року та переїзду до Австрії. Загалом, володарі замку не особливо долучалися до війн, а більше цікавилися мистецтвом.
У пізніші часи замок кілька разів переходив до угорців. Так, у 1477 та 1483 роках його завойовував король Матвій I Корвін.
Замок кілька разів страждав від пожеж, зокрема 1529 року під час Першої турецької облоги Відня. Після відновлення, 1556 року удар блискавки спричинив чергову пожежу, після чого замок перетворився на руїни. 1608 року їх додатково зруйнували угорські солдати. У XVIII столітті руїни розібрано, а кам'яні блоки розпродано.
1808 року їх залишки придбав фюрст Йоганн I фон Ліхтенштейн і побудував на цьому місці новий замок у рамках створення ландшафтного парку замку Ліхтенштейн. Але й цю споруду зруйновано 1848 року під час революції, і власник передав її місту Медлінг.
У 1965—1970 роках Музейне об'єднання Медлінга розкопало і зміцнило залишки первісного романського замку XII—XIII століть. Оскільки це місце популярне серед туристів, його поновили, встановили пояснювальні таблички тощо.